# Rodina Andreje Babiše

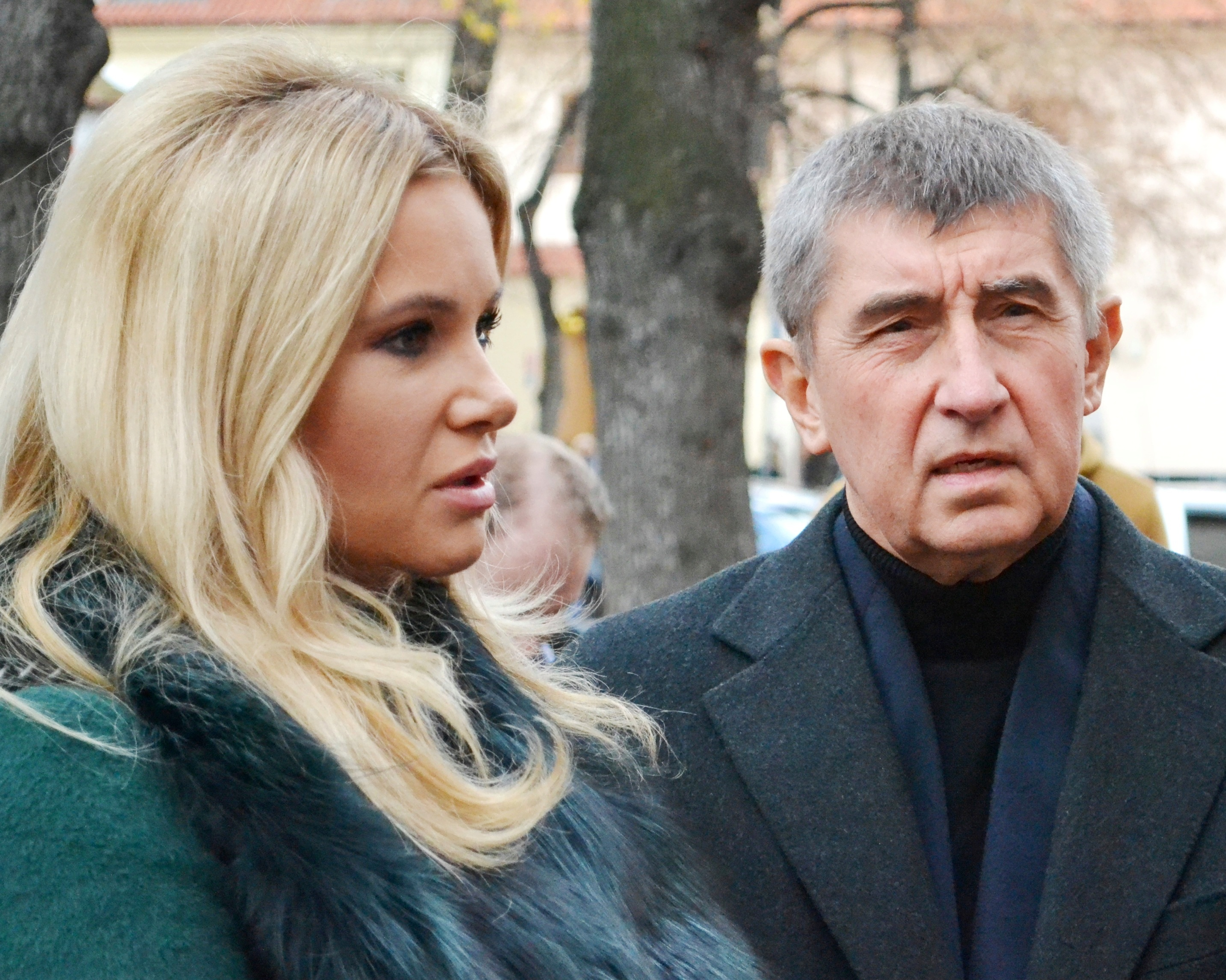
Monika a Andrej Babišovi, listopad 2015

Rodina Andreje Babiše zahrnuje osoby v příbuzenském vztahu k českému podnikateli a politikovi slovenského původu Andreji Babišovi. Sám Babiš se stal zakladatelem koncernu Agrofert a politického hnutí ANO 2011, ministrem financí a předsedou vlády České republiky. Jeho nukleární rodinu představovala nejprve manželka Beata Babišová rozená Adamovičová (později uváděná též jako Beatrice) s dcerou Adrianou a synem Andrejem, následně pak druhá manželka Monika roz. Herodesová s dcerou Vivienne a synem Frederikem. Otec Andreje, Štefan Babiš, se narodil ve slovenském Hlohovci, matka Adriana Babišová, rozená Scheibnerová, pochází z Jasině na Podkarpatské Rusi (dnešní ukrajinské Zakarpatské oblasti). Mladší bratr Alexander Babiš je podnikatel na Slovensku.[zdroj?]

## Předci

### Otcova linie
Předci Andreje Babiše z otcovy linie zřejmě pocházejí ze severozápadního Slovenska (příjmení Babiš se často vyskytuje v matrikách z okolí Žiliny a je rozšířené také v Polsku, kde je psáno Babisz). Praděd Andreje Babiše, Štefan Bábis, byl panský dozorce a pocházel z Nového Mesta nad Váhom (maďarsky Vágújhely). Jeho syn, Antonín Babiš, děd Andreje Babiše, byl pokřtěn v prosinci 1886 ve vinařské vesnici Dvorníky ležící několik kilometrů nad Hlohovcem nedaleko řeky Váh. Zde se věnoval krejčovskému řemeslu. Ve svých 36 letech ochrnul po mozkové mrtvici a rodinu poté musela živit jeho manželka, babička Andreje Babiše, Antónia, rozená Kompanová.

### Otec Štefan Babiš

#### Dětství a mládí
Otec Andreje Babiše, Štefan Babiš, se narodil roku 1922 v Hlohovci na západním Slovensku. Vychodil lidovou školu a měšťanku v Hlohovci a ve vzdělání pokračoval na gymnáziu v Trnavě. Po maturitě v roce 1945 začal v Bratislavě pracovat jako vývozní referent v zahraničním oddělení firmy, z níž se krátce na to stalo Družstvo pro hospodaření se zemědělskými výrobky. Souběžně se zapsal na Vysokou školu ekonomickou. Na studiích se Štefan Babiš pravděpodobně seznámil s pozdější manželkou Adrianou Scheibnerovou. Zemřel v roce 2002.

#### Začátek pracovní kariéry
Na začátku 50. let, krátce po sňatku s Adrianou Scheibnerovou, nastoupil Štefan Babiš do národního podniku Řemeslnické potřeby (ŘEMPO), kde se stal vedoucím plánovacího odboru a vůči režimu držel konformní postoj. Po nástupu do Řempa vstoupil do komunistické strany. Po čtyřech letech přešel na funkci šéfa výroby v Krajském svazu výrobních družstev a v roce 1956 získal místo v pražském podniku zahraničního obchodu Strojexport. V jeho rámci byl roku 1957 vyslán jako delegát do Etiopie. Po necelém roce se přesunul do Paříže, kde celá jeho rodina zůstala čtyři roky.

#### Vyloučení z komunistické strany
Po návratu do Bratislavy změnil působiště a nastoupil do podniku zahraničního obchodu Keramika, kde se stal zástupcem ředitele obchodní skupiny pro vývoz žáruvzdorného materiálu. Krátce poté, dva dny před Vánoci v roce 1962, ho základní organizace KSS v Keramice vyloučila ze strany. Oficiálně proto, že ztratil stranickou legitimaci a nenahlásil, že sestra Viola žije v Kanadě. Proti vyloučení se odvolal, ale jeho případ městský výbor komunistické strany přezkoumal až po několika letech. Andrej Babiš ve svém životopisu uvedl, že stranickou legitimaci schválně zahodil některý z otcových kolegů a jeho otec pak prý nemohl sehnat tři roky zaměstnání. Nicméně podle Perglera dostupné prameny uvádějí, že práci neměl asi tři měsíce. Štefan Babiš si poté našel místo jako studijní technik v patentovém oddělení Výzkumného ústavu kabelů a izolantů. V polovině 60. let se mu podařil částečný návrat do oboru, když získal místo odborného asistenta katedry zahraničního obchodu na Vysoké škole ekonomické.

#### Politická rehabilitace v době normalizace
Po invazi armád Varšavské smlouvy byl Štefan Babiš politicky rehabilitován. Několik týdnů po okupaci nastoupil do Slovenské národní rady a republikového ministerstva zahraničního obchodu. V lednu 1969 Městský výbor KSS rozhodl o vrácení členství ve straně. Štefan Babiš se následně plně držel režimem vytyčené linie.

#### Působení ve Švýcarsku
Ještě v roce 1969 byl Štefan Babiš vyslán jako obchodní přidělenec do Stálé mise ČSSR u OSN v Ženevě. Byl vedoucím oddělení a zástupcem státu v radě GATT. V srpnu 1971 celá rodina přicestovala ze Švýcarska na čtyřtýdenní dovolenou domů, načež jim ministerstvo zahraničního obchodu oznámilo, že přišli o výjezdní doložku kvůli emigraci matčina bratra Ervína Scheibnera a jeho rodiny. Štefan Babiš se na podzim mohl vrátit do Ženevy jen pod podmínkou, že se za něj zaručí ministerstvo. Obrátil se tak přímo na ministra zahraničního obchodu Andreje Barčáka a jako záruku svého pozdějšího návratu z mise nabídl, že syn Andrej Babiš zůstane v Československu. Žádosti bylo vyhověno. Štefan Babiš poté ve Švýcarsku žil až do roku 1975.

#### Další činnost
Štefan Babiš se po návratu ze zahraničí stal ředitelem odštěpného závodu PZO Polytechna v Bratislavě. Na této pracovní pozici zůstal až do svého odchodu do důchodu. Z pracoviště i základní organizace KSČ v Bratislavě I dostával příznivá dobrozdání.
Na podzim 1979 začala Státní bezpečnost prověřovat roli Štefana Babiše v prodeji licence na výrobu kyseliny citronové do zahraničí. Pražská centrála Polytechny zařídila prodej licence francouzské firmě, bratislavská pobočka ve stejné době sjednala kontrakt s rakouskou firmou, podle hlášení spolupracovníků (StB) za méně výhodných podmínek. Podezření na trestnou činnost se neprokázalo. Štefanu Babišovi vícekrát hrozilo krácení prémií, generální ředitel Polytechny Ladislav Balla ho ale vždycky nakonec podržel. Spekulovalo se o tom, že Štefan Babiš na Ballu „něco ví“.
V roce 1984 na něj Státní bezpečnost založila svazek s krycím jménem Vedoucí kvůli podezření z nehospodárnosti při uzavírání zahraničního kontraktu. Týkal se zakázky na výstavbu diplomatické čtvrti v Iráku. Spolupracovníci tajnou policii informovali, že Štefan Babiš nabízel prokuristovi západoněmecké firmy jednoprocentní provizi. Bezpečnostní složky případ podrobně zdokumentovaly. Škodu vyčíslily na 465 tisíc západoněmeckých marek (v té době asi tři miliony Kčs). Porušení zákona potvrdila i kontrola federálního ministerstva zahraničního obchodu. Štefan Babiš měl být trestně stíhán, ale zachránila ho prezidentská amnestie z 8. května 1985, která se týkala dotyčného trestného činu. Vyšetřovatel nakonec v polovině roku 1987 věc odložil a svazek uložil do archivu.

### Matčina linie
Předkové Andreje Babiše z matčiny strany byli karpatští Němci, což byli němečtí řemeslníci, kteří žili od středověku na slovenské Spiši a ve dvou vlnách (první za vlády Marie Terezie v 18. století, druhá mezi lety 1810 až 1820 z podnětu uherských úřadů) začali osidlovat okolí měst Rachov a Jasiňa, kde pracovali jako dřevorubci, voraři nebo tesaři. Děd Andreje Babiše z matčiny strany, Imrich Scheibner, se narodil v roce 1894 v Jasině a pracoval jako kovář. Jasina tehdy byla poměrně kosmopolitní město, v němž se hovořilo rusínsky, maďarsky, německy a jidiš. Imrich Scheibner se oženil s Julianou Demänovskou (původně Demény), která pocházela z okolí Nových Zámků na jižním Slovensku.

### Matka Adriana Babišová rozená Scheibnerová

#### Dětství a rodinné prostředí
Matka Andreje Babiše, Adriana Babišová rozená Scheibnerová (1927–2008), se narodila v městečku Jasiňa, které tehdy spadalo pod Podkarpatskou Rus. V Jasině žila se svou rodinou až do konce druhé světové války. Město od Mnichovské dohody na podzim 1938 až do roku 1944 patřilo pod horthyovské Maďarsko, které si na toto období přisvojilo celou Podkarpatskou Rus. Scheibnerovi v té době zřejmě dostali maďarské občanství, protože po obsazení regionu Rudou armádou v roce 1944 a připojení Podkarpatské Rusi Sovětském svazu se museli přestěhovat do Maďarska. Nicméně v rámci repatriací se po skončení války přestěhovali na Slovensko. Andrejův děd z matčiny strany Imrich Scheibner dostal místo v zemědělském družstvu v Bratislavě-Karlově Vsi. Jeho manželka Juliana (Andrejova babička) se etablovala jako lidová umělkyně. Po komunistickém převratu v únoru 1948 byla chválena za čilou angažovanost - kromě členství v Komunistické straně Československa působila také jako soudkyně z lidu a v Komisi lidové kontroly.

#### Pracovní činnost a vliv v rodině
Adriana Scheibnerová se stejně jako její matka po Únoru angažovala v lidových soudech.[zdroj?] Vystudovala bratislavskou VŠE. Manželova vytíženost a zejména pracovní pobyt v zahraničí na přelomu 50. a 60. let ji pasovaly do skromnější role. Pracovala ve vědeckých institucích, ve Výzkumném ústavu drůbežářského průmyslu, později vedla oddělení dokumentace v Hydrologickém ústavu Slovenské akademie věd. Po návratu ze Švýcarska (1975) pracovala jako tajemnice Ústavu marxismu-leninismu na Univerzitě Komenského v Bratislavě, čímž Andrejovi Babišovi zajišťovala „vnější ideologickou konformitu“. Aktivně se angažovala v Komunistické straně Slovenska; mimo jiné působila v různých komisích ustavených KSS.[zdroj?]
Podle Perglera popisují pamětníci Adrianu Babišovou jako velmi inteligentní, energickou, vzdělanou a elegantní ženu, která si mimo jiné šila vlastní oděvy.
Podle Andreje Babiše byla jeho matka motorem jejich rodiny a celý život bojovala za to, aby její děti v životě uspěly. Dbala o to, aby se její synové dobře učili,  a vedla je ke sportu. Vztahy Andreje Babiše s jeho otcem byly komplikovanější. Údajně byl přísný šéf, který prosazoval spartánskou výchovu. Podle tety z matčiny strany míval záchvaty agresivity a matka i oba synové kvůli tomu velmi trpěli.

## Sourozenci
Andrej Babiš má o sedm let mladšího bratra, podnikatele Alexandera Babiše, jenž postupně vstoupil do tří manželství.

## Potomci

### První manželství
První Babišovou manželkou se stala spolužačka z gymnázia a lékařka Beata Adamovičová, jež s ním má dceru Adrianu (provdanou Bobekovou, narozená 1979) a syna Andreje Babiše (narozen 1983). Andrej Babiš a Beata Babišová se počátkem 21. století rozvedli. Exmanželka premiéra Babiše a jeho syn Andrej mladší žijí v současnosti v Ženevě. Paní Babišová používá jméno Beatrice.
Mediální pozornost se na oba sourozence upřela především v souvislosti s vyšetřováním kauzy Čapí hnízdo. Dcera Adriana Bobeková působila už od roku 2007 jako místopředsedkyně představenstva společnosti Imoba z holdingu Agrofert. V dubnu 2008 však svou pozici opustila a stala se předsedkyní dozorčí rady nově přejmenované firmy Farma Čapí hnízdo. V roce 2007 se také vdala za Slováka Martina Bobka, jenž se poté stal jednatelem společnosti Agrofert Trading. Byl také až do roku 2016 členem představenstva Agropodniku Velké Meziříčí. K listopadu 2018 zastával manažerskou pozici vedoucího obchodní divize pro zemědělské komodity v samotném Agrofertu. Policejnímu vyšetřování kauzy Čapí hnízdo se vyhýbala s odvoláním na své dlouhodobé psychické problémy. Podle Babiše staršího trpí od 16 let bipolární poruchou. Podle posudku soudního znalce z podzimu 2018 by však měla být k trestnímu stíhání způsobilá.
Andrej Babiš mladší nejpozději v roce 2015 pracoval jako dopravní pilot u společnosti Travel Service a vlastnil licenci komerčního pilota. Zaškoloval se pro licenci na samostatné pilotování dopravních letadel typu Boeing 737, podle svědectví jiných pilotů ji však nezískal. Novinářům v listopadu 2018 uvedl, že byl v souvislosti s kauzou Čapí hnízdo unesen na Ukrajinu. Podle jeho asistenta u něj v roce 2015 propukla naplno schizofrenie a do Kryvého Rihu na Ukrajině chtěl jet z Krymu za svojí přítelkyní. Odtud ovšem napsal e-mail policii, že tam byl unesen. Tvrzení o únosu odmítal jeho otec a uváděl, že syn je psychicky nemocný. Věc tehdy prošetřovala policie a došla k závěru, že se únos nikdy nestal. Tento závěr ovšem policie udělala bez vyslechnutí Andreje Babiše mladšího, pouze na základě vyjádření advokátů jeho otce.

### Druhé manželství
V roce 1992 se seznámil s Monikou Herodesovou (* 14. června 1974), která v té době právě nastoupila do podniku Lovochemie jako sekretářka. Jejím bratrem je Martin Herodes (* 21. srpna 1976), který začal pracovat taktéž v Lovochemii, následně byl ředitelem farmy Čapí hnízdo, do ledna 2019 pracoval ve firmě Imoba, která patří do koncernu Agrofert. Herodesová se ve svých 19 letech vdala za svého tehdejšího přítele, nicméně o dva roky později se rozvedla. V té době navázala partnerský vztah s Andrejem Babišem, jenž byl v Lovochemii jedním z ředitelů. Do tohoto vztahu se narodily dvě děti, dcera Vivien (narozena ~2000) a syn Frederik Babišovi (narozen ~2003). Herodesová přijala v roce 2013 příjmení Babišová, oddáni pak byli 29. července 2017.
Dne 19. dubna 2024 oznámil Babiš, že se s manželkou Monikou rozchází.